# Władimir Romanow (1917–1992)
Władimir Kiriłłowicz Romanow (ur. 17 sierpnia 1917 w Porvoo; zm. 8 kwietnia 1992 w Miami, Floryda) – wielki książę Rosji, głowa rosyjskiej rodziny carskiej i tytularny imperator Wszechrosji od 1938 roku do swojej śmierci.

## Życiorys
Władimir urodził się w Finlandii (ówczesnej części Imperium Rosyjskiego), jako jedyny syn wielkiego księcia Cyryla i Wiktorii Fiodorownej (z domu Wiktorii Melity Koburg). Był potomkiem m.in. cara Aleksandra II i królowej Wiktorii. Razem z rodzicami i rodzeństwem osiedlił się w Bretanii. W 1935 zmarła jego matka i został sam z ojcem. Obaj czuli się bardzo samotni, zwłaszcza po wyjeździe siostry Władimira – Kiry, która wyszła za mąż za księcia Ludwika Ferdynanda Pruskiego, wnuka Wilhelma II.
Zbliżył się do ruchu Młodorosjan, łączącego monarchizm z sowietyzmem, występował jako przyszły car Rosji. Z tego powodu podjął półroczną pracę w angielskiej fabryce maszyn. Jego ojciec zmarł w 1938, Władimir stał się głową rodu i tytularnym cesarzem Rosji. Po wybuchu II wojny światowej, Władimir odmówił współpracy z narodowosocjalistycznym rządem przez co trafił do obozu koncentracyjnego w Compiègne. Pod koniec wojny, przewidując rychłe nadejście wojsk sowieckich, opuścił Niemcy i udał się do Hiszpanii na zaproszenie ciotki ze strony matki, księżniczki Beatrycze.
W Hiszpanii spotkał po raz drugi księżniczkę Leonidę de Bagration Muchranski, z gruzińskiego rodu królewskiego. Po raz pierwszy poznali się wcześniej w Paryżu. W roku 1948 postanowili się pobrać, a pięć lat później na świat przyszła ich córka:
- Maria Władimirowna (ur. 23 grudnia 1953, w Madrycie).

W 1969 wydał manifest, którym uznał córkę za swoją jedyną spadkobierczynię, pozbawił również nazwiska wszystkich członków rodu, którzy weszli w związki morganatyczne, wywołało to ich sprzeciw i nie uznanie manifestu przez większość rodziny. Po upadku komunizmu, Władimir i Leonida od razu wrócili do Rosji, kraju, który wielki książę znał jedynie z opowiadań rodziców. Władimir umarł 21 kwietnia 1992, zaledwie kilka tygodni po wizycie w Petersburgu.